# Даниъл Ръдърфорд
Даниъл Ръдърфорд (на английски: Daniel Rutherford) е шотландски химик и лекар, който е известен с откриването на азота през 1772 г.

## Биография
Роден е на 3 ноември 1749 в Единбург. Учи в Университета в Единбург, където неговият баща е професор по медицина. Като студент открива азота през 1772 и описва кислорода, или жизненоважния въздух, както той го нарича, през 1778.
Умира на 15 ноември 1819 в Единбург на 70-годишна възраст.